# Beauvoisin (Drôme)
Beauvoisin é uma comuna francesa na região administrativa de Auvérnia-Ródano-Alpes, no departamento de Drôme. Estende-se por uma área de 8,90 km². Em 2010 a comuna tinha 153 habitantes (densidade: 17,2 hab./km²).